# Frank Ramsey
Frank Ramsey (anglès: Frank Plumpton Ramsey)  (Cambridge, 22 de febrer de 1903 - Londres, 19 de gener de 1930) va ser un matemàtic i filòsof anglès, els estudis i activitat docent van tenir lloc a la Universitat de Cambridge. Va fer importants contribucions teòriques a la matemàtica, l'estadística i l'economia. Les seves preocupacions intel·lectuals principals eren, però, d'ordre filosòfic. En aquest sentit, anant en contra de l'intuïcionisme de Brouwer i del formalisme de Hilbert, va buscar continuar el programa logicista de Russell i Whitehead tal com va ser plantejat en els Principia Mathematica (1910-1913).

## Obres
- Universals (1925)
- The foundations of mathematics (1926)
- Facts and propositions, amb George Edward Moore, (1927)
- Universals of law and of fact (1928)
- Knowledge (1929)
- Theories (1929)
- General propositions and causality (1929)